# Кубок мира по конькобежному спорту 2008/2009 (этап 3)
Третий этап Кубка мира по конькобежному спорту сезон 2008/09 годов прошёл в спорткомплексе Крылатское в Москве с 22 по 23 ноября.

## Календарь
| Дата      | Время     | Дисциплина                               |
| --------- | --------- | ---------------------------------------- |
| 22 ноября | 14:00 МСК | 1500 м среди мужчин 5000 м среди женщин  |
| 23 ноября | 13:00 МСК | 1500 м среди женщин 10000 м среди мужчин |

## Победители и призёры

### Среди мужчин
| Дисциплина:           | Золото:                  | Время    | Серебро:                  | Время    | Бронза:                | Время    |
| 1500 метров подробнее | Хавард Бокко · Норвегия  | 1:45.46  | Марк Туйтерт · Нидерланды | 1:45.81  | Энрико Фабрис · Италия | 1:46.00  |
| 10000 м подробнее     | Боб де Йонг · Нидерланды | 12:59.21 | Хавард Бокко · Норвегия   | 13:00.65 | Энрико Фабрис · Италия | 13:11.98 |

### Среди женщин
| Дисциплина:      | Золото:                     | Время   | Серебро:                  | Время   | Бронза:                    | Время   |
| 1500 м подробнее | Клаудия Пехштайн · Германия | 1:55.96 | Кристина Несбитт · Канада | 1:56.40 | Кристина Гровес · Канада   | 1:56.76 |
| 5000 м подробнее | Клаудия Пехштайн · Германия | 6:49.92 | Мартина Сабликова · Чехия | 6:57.18 | Штефани Беккерт · Германия | 7:01.72 |